# Рождественка (Купинский район)
Рождественка — село в Купинском районе Новосибирской области России. Административный центр Рождественского сельсовета.

## География
Площадь села — 198 гектаров.

## Население
| 2002 | 2007 | 2010 | 2012 | 2013 | 2014 | 2015 |
| ---- | ---- | ---- | ---- | ---- | ---- | ---- |
| 856  | ↗879 | ↘721 | ↘689 | ↗701 | ↘691 | ↘677 |
| 2016 | 2017 |      |      |      |      |      |
| ↘667 | ↘665 |      |      |      |      |      |

## Инфраструктура
В селе по данным на 2007 год функционируют 1 учреждение здравоохранения и 2 учреждения образования.

## Известные уроженцы
- Анатолий Павлович Сычёв (род. 1938) — советский и российский политик, председатель Новосибирского областного Совета депутатов (1992—1997)[11].